# Yemeni League 2023/24
Die Yemeni League 2023/24 war die 25. Spielzeit der höchsten jemenitischen Fußballliga seit ihrer Gründung im Jahr 1990. Ausgetragen wurde der Wettbewerb vom jemenitischen Fußballverband. An der Liga nahmen 14 Mannschaften in zwei Gruppen teil. Die Liga begann mit dem ersten Spieltag am 1. Oktober 2023 und endete mit dem Endspiel am 11. Februar 2024. Titelverteidiger (2021) war Fahman Abyan.

## Teilnehmende Mannschaften
| Gruppe 1 | Gruppe 2 |
| - Al-Ahli (Sanaa) - Al-Tadamun - al-Oruba (Zabid) - Al-Ittihad (Jemen) - Al-Hilal al-Sahili - Samaon FC - Al-Saqr SC | - Al-Wahda Sanaa - Al-Shaab (Hadramaut) - Al-Fahman Abyan - Salam Al-Garfa - Al-Yarmuk al-Rawda - Al-Shaab (Ibb) - Al-Tali'aa Taizz |

## Gruppe 1

### Tabelle
Stand: Ende der Gruppenphase
| Pl. | Verein             | Sp. | S | U | N | Tore    | Diff. | Punkte |
| --- | ------------------ | --- | - | - | - | ------- | ----- | ------ |
| 1.  | Al-Ahli (Sanaa)    | 10  | 8 | 1 | 1 | 021:200 | +19   | 25     |
| 2.  | Al-Tadamun         | 10  | 5 | 3 | 2 | 014:100 | +4    | 18     |
| 3.  | al-Oruba (Zabid)   | 10  | 3 | 4 | 3 | 013:100 | +3    | 13     |
| 4.  | Al-Ittihad (Jemen) | 10  | 3 | 2 | 5 | 008:120 | −4    | 11     |
| 5.  | Al-Hilal al-Sahili | 10  | 2 | 5 | 3 | 005:140 | −9    | 11     |
| 6.  | Samaon FC          | 10  | 1 | 1 | 8 | 006:190 | −13   | 04     |
| 7.  | Al-Saqr SC 1       | 0   | 0 | 0 | 0 | 000:000 | ±0    | 0      |

Zum Ende der Gruppenphase:
1 Nachdem der Verein zweimal nicht zu den Spielen erschien, wurde er vom Wettbewerb ausgeschlossen.

## Gruppe 2

### Tabelle
Stand: Ende der Gruppenphase
| Pl. | Verein               | Sp. | S | U | N | Tore    | Diff. | Punkte |
| --- | -------------------- | --- | - | - | - | ------- | ----- | ------ |
| 1.  | Al-Wahda Sanaa       | 10  | 6 | 3 | 1 | 013:800 | +5    | 21     |
| 2.  | Al-Shaab (Hadramaut) | 10  | 5 | 3 | 2 | 016:100 | +6    | 18     |
| 3.  | Al-Fahman Abyan      | 10  | 4 | 2 | 4 | 017:120 | +5    | 14     |
| 4.  | Salam Al-Garfa       | 10  | 3 | 2 | 5 | 013:130 | ±0    | 11     |
| 5.  | Al-Yarmuk al-Rawda   | 10  | 3 | 2 | 5 | 007:170 | −10   | 11     |
| 6.  | Al-Shaab (Ibb)       | 10  | 2 | 2 | 6 | 013:190 | −6    | 08     |
| 7.  | Al-Tali'aa Taizz 1   | 0   | 0 | 0 | 0 | 000:000 | ±0    | 0      |

Zum Ende der Gruppenphase:
1 Nachdem der Verein zweimal nicht zu den Spielen erschien, wurde er vom Wettbewerb ausgeschlossen.

## Finalspiele

### Halbfinale
| Datum                           |                      | Gesamt          |                 | Hinspiel | Rückspiel |
| ------------------------------- | -------------------- | --------------- | --------------- | -------- | --------- |
| 27. Januar 2024 6. Februar 2024 | Al-Shaab (Hadramaut) | 0:1             | Al-Ahli (Sanaa) | 0:0      | 0:1       |
| 28. Januar 2024 7. Februar 2024 | Al-Tadamun           | 1:1 (4:2 i. E.) | Al-Wahda Sanaa  | 0:0      | 1:1       |

### Spiel um Platz 3
| Datum            |                      | Ergebnis        |                |
| ---------------- | -------------------- | --------------- | -------------- |
| 10. Februar 2024 | Al-Shaab (Hadramaut) | 0:0 (4:2 i. E.) | Al-Wahda Sanaa |

### Finale
| Datum            |                 | Ergebnis |            |
| ---------------- | --------------- | -------- | ---------- |
| 11. Februar 2024 | Al-Ahli (Sanaa) | 2:0      | Al-Tadamun |

## Platzierung
| Platz    | Mannschaft           |
| -------- | -------------------- |
| 1. Platz | Al-Ahli (Sanaa)      |
| 2. Platz | Al-Tadamun           |
| 3. Platz | Al-Shaab (Hadramaut) |
| 4. Platz | Al-Wahda Sanaa       |